# Ayako (manga)
Ayako (奇子) es un manga de Osamu Tezuka. Se serializó en Big Comic, una revista de manga publicada por Shogakukan. Ha sido publicado en España en dos tomos por la editorial Planeta Comic.
La historia trata sobre una familia de terratenientes japoneses, los Tenge (天外), tras la Segunda Guerra Mundial, que deben afrontar tensiones económicas y familiares mientras el país se encuentra en reconstrucción.

## Argumento
Jiro Tenge, uno de los hijos mayores de la acaudalada familia Tenge, se ha convertido en agente de los Estados Unidos, y sus asesinatos secretos son descubiertos por Ayako, su hermana menor. Este problema se agrava al descubrir ella terribles incestuosidades en su propia familia: la esposa de su hermano mayor Ichiro, es en realidad su madre, quien tiene que mantener relaciones sexuales frecuentemente con el padre de Ayako, el patriarca de la familia, Sakuemon. Para ocultar estos secretos, la familia, presionada por Sakuemon y su hijo mayor, Ichiro, decide mantener a Ayako encerrada en el sótano por el resto de su vida.
A pesar de los esfuerzos de su madre y su hermano menor, Shiro, vive durante casi dos docenas de años bajo la casa familiar, mientras grandes cambios políticos y sociales ocurren en el piso superior. Ayako finalmente abandona el sótano tras convertirse en una mujer hermosa y atractiva, y busca el afecto de los demás mientras sigue aterrorizada por el mundo exterior. Esto desencadena una serie de acontecimientos que resultan trágicos para la familia Tenge.